# شانون سابادوش
شانون سابادوش (مجاری: Shannon Szabados؛ زادهٔ ۶ اوت ۱۹۸۶) بازیکن هاکی روی یخ مجارتبار اهل کانادا است.